# 2003 UK293
2003 UK293, também escrito como 2003 UK293, é um objeto transnetuniano que está localizado no Cinturão de Kuiper, uma região do Sistema Solar. Este corpo celeste é classificado como um cubewano. Ele possui uma magnitude absoluta de 6,7 e tem um diâmetro estimado com 201 km.

## Descoberta
2003 UK293 foi descoberto no dia 23 de outubro de 2003 pelo astrônomo Marc W. Buie.

## Órbita
A órbita de 2003 UK293 tem uma excentricidade de 0,060 e possui um semieixo maior de 43,920 UA. O seu periélio leva o mesmo a uma distância de 41,288 UA em relação ao Sol e seu afélio a 46,551 UA.